# Dame chocolate
Dame chocolate é uma telenovela estadunidense produzida e exibida pela Telemundo entre 5 de março e 5 de outubro de 2007. 
Foi protagonizada por Génesis Rodríguez e Carlos Ponce e antagonizada por Kristina Lilley, Karla Monroig e Khotan.

## Elenco
- Génesis Rodríguez - Rosa "Rosita"   Amado Barrientos  / Violeta Hurtado
- Carlos Ponce - Bruce  Remington Kruger
- Karla Monroig - Samantha Porter Hutton / Déborah Porter Hutton
- María Antonieta de las Nieves - Dulce Amado Vda. de Barraza
- Kristina Lilley - Graciela "Grace" Kruger Vda. de Remington
- Khotan - Ángel Pérez
- Andrea Martinez - Daniela Remington Kruger
- Ricardo Chávez - Diosdado Barraza Amado
- Rosalinda Rodriguez - Hortensia Flor Silvestre Barraza Amado
- Sergio Luna - Andrés Amado
- Eduardo Serrano - Lorenzo Flores
- Jullye Giliberti - Julia Arismendi
- Mauricio Ochmann - Fabián Duque Del Castillo
- Fabián Gómez - Camilo Porter
- Pedro Moreno - José Gutiérrez
- Álvaro Ruíz - Luis Yáñez
- Frank Falcón - Dr. Bob Vitier
- Gustavo Franco - Mauricio Duque
- Adriana Acosta - Matilde Suárez
- Taniusha Capote - Azucena  Guadalupe Barraza Amado
- Jessica Pacheco - Ligia Martes
- Riczabeth Sobalvarro - Eulalia Martes
- Víctor Corona - Anacleto
- Ana Lucía Domínguez - Verónica
- Carmen Olivares - Carmen
- Bernhard Seifert - Eduardo
- José Ramón Blanch - Ricardo Solís
- Héctor Suárez - Juan Amado
- Freddy Viquez - Matías
- Angeline Moncayo - María Sánchez
- Brandon Torres Calderón - Mauricio
- Gerald Abarca - Steven
- Jefferson Longa - Bruce Remington Amado
- Carlos Ferro - Amigo de José
- Grettell Valdez - Jennifer Núñez Vda. De Amado